# 261e régiment d'infanterie territoriale
Le 261e régiment d'infanterie territorial est un régiment d'infanterie de l'armée de terre française qui a participé à la Première Guerre mondiale.

## Historique des garnisons, combats et batailles du261eRIT

### Première Guerre mondiale

#### Affectations
- 198e brigade de la 99e division d'infanterie territoriale de janvier 1915 à août 1916

#### 1915
- 29 janvier : création en urgence sur dépêche ministérielle pour être affecté au Camp retranché de Paris.
- 5 février : arrivée des compagnies au cantonnement de Bannay et Boulleret, dépôt du 61e RIT (Cosne-sur-Loire).
- 4 juillet : Mis en route, il gagne le secteur Survilliers-Louvres du Camp retranché de Paris à la défense duquel il est affecté et dont il complète les travaux défensifs.
- 31 août : Départ pour Corbie pour cantonner à Bresle et à Framvilliers, puis à Caix où il va pendant plusieurs mois occuper une ligne de tranchées.

#### 1917
- 14 juin 1917 : Détachements vers différents RIT, dissolution terminée.

#### 1918
Séparé du régiment et devenu indépendant, le 3e bataillon est dissous le 31 décembre 1918.

## Drapeau
Il porte, cousues en lettres d'or dans ses plis, les inscriptions suivantes :
- Somme 1916

### Sources et bibliographie
- 261e régiment territorial d'infanterie : Historique de la campagne 1914-1918, Cosne-sur-Loire, Imprimerie Bourra (lire en ligne).
- J.M.O.26 N 802/6